# Selenocosmiinae
Selenocosmiinae è una sottofamiglia di ragni della famiglia Theraphosidae.

## Tassonomia
La sottofamiglia comprende i seguenti generi:
- Chilobrachys
- Coremiocnemis
- Haplocosmia
- Lyrognathus
- Orphnaecus
- Phlogiellus
- Psalmopoeus
- Selenobrachys
- Selenocosmia
- Selenotholus
- Selenotypus
- Yamia